# Лесово (Вологодская область)
Лесово — деревня в Кирилловском районе Вологодской области.
Входит в состав Ферапонтовского сельского поселения, с точки зрения административно-территориального деления — в Ферапонтовский сельсовет.
Расстояние по автодороге до районного центра Кириллова — 27,5 км, до центра муниципального образования Ферапонтово — 5,5 км. Ближайшие населённые пункты — Окулово, Балуево, Филиппово, Лукинское-1.
По переписи 2002 года население — 4 человека.